# Lycée Fénelon Sainte-Marie
Ne doit pas être confondu avec Lycée Fénelon (Paris).
Le lycée Fénelon Sainte-Marie est un établissement d'enseignement scolaire privé catholique, sous contrat avec l'Éducation nationale, situé dans le 8e arrondissement de Paris. Il accueille les élèves de la sixième à la terminale (8 classes par niveau), ainsi que des maternelles, primaires et des classes supérieures (classes préparatoires et BTS).

## Présentation
Il comporte un collège, un lycée et des classes préparatoires aux grandes écoles (CPGE), en sections MP, MPI, PC et PSI.
Certains locaux sont situés au 47, rue de Naples et d'autres au 24, rue du Général-Foy.
Le collège Fénelon a été fondé en 1869 par les prêtres du diocèse de Paris. Jusqu'en 1968, c'était un externat de lycéens ; il fusionne alors avec le collège Sainte-Marie de Monceau, tenu par les marianistes et devient le collège Fénelon Sainte-Marie de la 11e jusqu'à la terminale. Une fusion postérieure s'effectue avec le collège Saint-Augustin, rue de la Bienfaisance, où s'établissent les classes primaires. L'établissement prend alors la dénomination de Fénelon Sainte-Marie Saint-Augustin. En 1980, c'est la fusion avec Sainte-Marie La Madeleine, établissement de filles qui avait auparavant regroupée les écoles primaires de la rue de Monceau et de la rue de Tocqueville. L'ensemble devient alors mixte.
L'école primaire Bienfaisance - Fénelon Sainte-Marie se trouve dans le même quartier, 7 rue de la Bienfaisance.
Le Groupe poursuit sa croissance et intègre en son sein à compter de 2016 le lycée privé technologique La Plaine Monceau.
Le lycée propose toutes les spécialités de la réforme à l'exception des langues anciennes et de la spécialité agricole.
Le lycée comporte plusieurs commissions d'élèves comme son journal lycéen -le Fénelon'ménal- et la Commission anti mal-être scolaire (C.A.M.S) contre le harcèlement ou encore Protect (écologie). Le Fénelon'ménal est un journal de grande qualité qui parvient à mobiliser de nombreux jeunes. Il a d'ailleurs remporté le prix du meilleur journal de l'académie de Paris au concours des médias scolaires et lycéens 2021 (CLEMI - Mediatiks).

## Classements

### Classement du lycée
En 2020, le lycée se classe 9e au niveau départemental quant à la qualité d'enseignement, et 15e au niveau nationalavec 100 % de réussite au Bac et 95 % de mentions, selon le classement publié par Le Figaro étudiant. Le classement s'établit sur trois critères : le taux de réussite au bac, la proportion d'élèves de première qui obtient le baccalauréat en ayant fait les deux dernières années de leur scolarité dans l'établissement, et la valeur ajoutée (calculée à partir de l'origine sociale des élèves, de leur âge et de leurs résultats au diplôme national du brevet). Le lycée est classé 8e au niveau national selon celui publié par L'Internaute. Ce classement intègre non seulement le taux de réussite au bac et le pourcentage de mentions mais aussi le taux d'accès des élèves de seconde au bac, autrement dit l'écrémage : il corrige ainsi les classements artificiels des établissements qui pratiquent l'écrémage.

### Classements des CPGE
Le classement national des classes préparatoires aux grandes écoles (CPGE) se fait en fonction du taux d'admission des élèves dans les grandes écoles.
En 2019, L'Étudiant donne le classement suivant pour les concours de 2018 :
| Filière | Élèves admis dans une grande école* | Taux d'admission* | Taux moyen sur 5 ans | Classement national |
| --- | ----------------------------------- | ----------------- | -------------------- | ------------------- |
| MP / MP* | 6 / 63 élèves                       | 9,5 %             | 9,4 %                | 39e sur 126         |
| PC / PC* | 4 / 34 élèves                       | 11,8 %            | 8,3 %                | 25e sur 108         |
| PSI / PSI* | 18 / 39 élèves                      | 46,2 %            | 36,7 %               | 10e sur 120         |
| Source : Classement 2019 des prépas - L'Étudiant (concours de 2018). * le taux d'admission dépend des grandes écoles retenues par l'étude. En filières scientifiques, c'est un panier de 11 à 17 écoles d'ingénieurs qui a été retenu par L'Étudiant selon la filière (MP, PC, PSI, PT ou BCPST). |                                     |                   |                      |                     |

## Personnalités liées au lycée

### Élèves
Anciens élèves par ordre chronologique des naissances :
- Théodore Botrel (1868-1925), chansonnier, auteur, chanteur et compositeur[réf. nécessaire]
- Pierre Corvol (1941-), médecin et chercheur en biologie
- Jean-Claude Trichet (1942-), haut fonctionnaire français
- Dominique Baudis (1957-2014), homme politique français
- Christophe Dechavanne (1958-), animateur et producteur d'émissions de télévision et de radio français
- Nicolas Galey (1960-), diplomate français
- Jérôme Mesnager (1961-), artiste français
- Arnaud de Puyfontaine (1964-), président du directoire de Vivendi
- Sophie Dudemaine (1965-) de son vrai nom Sophie Caillabet, chef cuisinière française
- Fatine Layt (1967-), femme d'affaires
- Joachim Roncin (1976-), graphiste français
- Eva Green (1980-), actrice française
- Dorothée Dupuis  (1980-), critique d'art française
- Daphné Bürki (1980-), journaliste française
- Kee Yoon Kim (1980-), actrice française
- Ève Chems de Brouwer (1980-), actrice française
- Marc Ramanantsoa (1981-), homme d'affaires français
- Raphaël Hamburger (1981-), musicien, producteur de musique
- Élisabeth Ventura (1982-), actrice française
- Clément Bénech (1991-), écrivain français

### Aumôniers
- Matthieu de Warren, aumônier du Lycée
- Arnaud Moujin, aumônier du collège
- Denis Branchu, alors curé de Saint-Augustin
- Enguerrand de Belabre
- Nicolas Chapellier
- Stéphane Gravereau, aumônier général
- Denis Metzinger, alors curé de l'église Saint-Charles-de-Monceau